# Sirilorica pustulosa
Espèce
Sirilorica pustulosa est une espèce éteinte de loricifères.

## Distribution
Elle a été découverte dans le lagerstätte de Sirius Passet au Groenland. Elle date du Cambrien.

## Publication originale
- (en) Peel, 2010 : Articulated hyoliths and other fosslis from the Sirius Passet Lagerstaette (early Cambrian) of North Greenland. Bulletin of Geosciences, vol. 85, n. 3, p. 385-394 (.